# Hercules (serie animata)
Hercules è una serie televisiva d'animazione basata sull'omonimo film del 1997. La serie fu trasmessa per la prima volta in syndication dal 31 agosto 1998 al 1º marzo 1999 e sulla ABC nel blocco di programmazione Disney's One Saturday Morning dal 12 settembre 1998 al 16 gennaio 1999. Furono trasmessi in syndication 52 episodi, mentre sulla ABC altri 13 episodi. La serie è considerata un midquel del film.

## Trama
La serie segue Ercole, da adolescente, che si allena per diventare eroe e cerca di adattarsi alla vita frequentando l'Accademia Prometeo. Con il suo amico dallo spirito libero Icaro, la sua lungimirante amica Cassandra e il suo insegnante Filottete, combatte il malvagio zio Ade. Come tutti gli adolescenti, però, Ercole deve preoccuparsi dello stress sociale quando il principe snob Adone lo prende in giro. La serie contraddice diversi eventi del film originale.

## Doppiaggio italiano
Il doppiaggio italiano della serie è stato diretto da Silvia Monelli, con dialoghi a cura di Deddi Savagnone.
Ade è uno dei pochi personaggi a cui nell'edizione italiana non viene cambiato il doppiatore avuto nel film, infatti gli viene ancora una volta data la voce di Massimo Venturiello. Anche Megara è sempre doppiata dall'attrice Veronica Pivetti e il narratore rimane Oreste Rizzini.
Per quanto riguarda gli altri, invece, Raoul Bova è stato sostituito da Christian Iansante, Giancarlo Magalli, voce di Filottete, è sostituito da Ennio Coltorti, Zuzzurro e Gaspare, i doppiatori italiani di Pena e Panico, sono sostituiti rispettivamente da Danilo De Girolamo e Mino Caprio, Gianni Musy è sostituito da Vittorio Di Prima e Christian Iansante, nel ruolo del dio Ermes da lui interpretato nel film, è sostituito da Oliviero Dinelli.
| Nome del personaggio | Doppiatore originale | Doppiatore italiano |
| -------------------- | -------------------- | ------------------- |
| Ercole               | Tate Donovan         | Christian Iansante  |
| Icaro                | French Stewart       | Nanni Baldini       |
| Cassandra            | Sandra Bernhard      | Giovanna Martinuzzi |
| Ade                  | James Woods          | Massimo Venturiello |
| Adone                | Diedrich Bader       | Alberto Caneva      |
| voce narrante (Bob)  | Robert Stack         | Oreste Rizzini      |

## Episodi
| nº | Titolo originale                          | Titolo italiano                       | Prima TV USA      |
| -- | ----------------------------------------- | ------------------------------------- | ----------------- |
| 1  | Hercules and the Apollo Mission           | Ercole e la missione Apollo           | 31 agosto 1998    |
| 2  | Hercules and the King of Thessaly         | Ercole e il re di Tessaglia           | 1º settembre 1998 |
| 3  | Hercules and the Secret Weapon            | Ercole e l'arma segreta               | 2 settembre 1998  |
| 4  | Hercules and the Assassin                 | Ercole e l'assassino                  | 3 settembre 1998  |
| 5  | Hercules and the Big Kiss                 | Ercole e il bacio                     | 4 settembre 1998  |
| 6  | Hercules and the River Styx               | Ercole e il fiume Stige               | 7 settembre 1998  |
| 7  | Hercules and the Techno Greeks            | Ercole e i matematici                 | 8 settembre 1998  |
| 8  | Hercules and the World's First Doctor     | Ercole e il primo medico del mondo    | 9 settembre 1998  |
| 9  | Hercules and the Pool Party               | Ercole e il party in piscina          | 10 settembre 1998 |
| 10 | Hercules and the Prince of Thrace         | Ercole e il principe di Tracia        | 11 settembre 1998 |
| 11 | Hercules and the First Day of School      | Ercole e il primo giorno di scuola    | 12 settembre 1998 |
| 12 | Hercules and the Tapestry of Fate         | Ercole e la tela del destino          | 14 settembre 1998 |
| 13 | Hercules and the Living Legend            | Ercole e la leggenda vivente          | 15 settembre 1998 |
| 14 | Hercules and the Return of Typhon         | Ercole e il ritorno di Tifone         | 16 settembre 1998 |
| 15 | Hercules and the Owl of Athens            | Ercole e la civetta di Atena          | 17 settembre 1998 |
| 16 | Hercules and the Girdle of Hippolyte      | Ercole e il cinto di Ippolita         | 18 settembre 1998 |
| 17 | Hercules and the Visit From Zeus          | Ercole e la visita di Zeus            | 19 settembre 1998 |
| 18 | Hercules and the Bacchanal                | Ercole e il baccanale                 | 21 settembre 1998 |
| 19 | Hercules and the Underworld Takeover      | Ercole e la contesa dell'oltretomba   | 23 settembre 1998 |
| 20 | Hercules and the Driving Test             | Ercole e l'esame di guida             | 26 settembre 1998 |
| 21 | Hercules and the Comedy of Arrows         | Ercole e le frecce d'amore            | 29 settembre 1998 |
| 22 | Hercules and the Hostage Crisis           | Ercole e la crisi degli ostaggi       | 2 ottobre 1998    |
| 23 | Hercules and the Parents Weekend          | Ercole e la visita dei genitori       | 3 ottobre 1998    |
| 24 | Hercules and the Disappearing Heroes      | Ercole e gli eroi scomparsi           | 5 ottobre 1998    |
| 25 | Hercules and the Argonauts                | Ercole e gli Argonauti                | 8 ottobre 1998    |
| 26 | Hercules and the Prometheus Affair        | Ercole e l'affare Prometeo            | 10 ottobre 1998   |
| 27 | Hercules and the Drama Festival           | Ercole e il festival del teatro       | 14 ottobre 1998   |
| 28 | Hercules and the Phil Factor              | Ercole e il fattore Phil              | 16 ottobre 1998   |
| 29 | Hercules and the Hero of Athens           | Ercole e l'eroe di Atene              | 17 ottobre 1998   |
| 30 | Hercules and the All Nighter              | Ercole e le notti bianche             | 21 ottobre 1998   |
| 31 | Hercules and the Song of Circe            | Ercole e il canto di Circe            | 29 ottobre 1998   |
| 32 | Hercules and the Trojan War               | Ercole e la guerra di Troia           | 30 ottobre 1998   |
| 33 | Hercules and the Caledonian Boar          | Ercole e il cinghiale della Caledonia | 31 ottobre 1998   |
| 34 | Hercules and the Dream Date               | Ercole e la ragazza dei sogni         | 2 novembre 1998   |
| 35 | Hercules and the Big Games                | Ercole e i grandi giochi              | 4 novembre 1998   |
| 36 | Hercules and the Jilt Trip                | Ercole e il fidanzamento sfumato      | 6 novembre 1998   |
| 37 | Hercules and the Epic Adventure           | Ercole e l'avventura epica            | 7 novembre 1998   |
| 38 | Hercules and the Falling Stars            | Ercole e le stelle cadenti            | 10 novembre 1998  |
| 39 | Hercules and the Golden Touch             | Ercole e l'uomo dal tocco d'oro       | 12 novembre 1998  |
| 40 | Hercules and the Minotaur                 | Ercole e il Minotauro                 | 13 novembre 1998  |
| 41 | Hercules and the Poseidon's Cup Adventure | Ercole e la coppa Poseidone           | 14 novembre 1998  |
| 42 | Hercules and the Son of Poseidon          | Ercole e il figlio di Poseidone       | 16 novembre 1998  |
| 43 | Hercules and the Twilight of the Gods     | Ercole e il crepuscolo degli dei      | 18 novembre 1998  |
| 44 | Hercules and the Griffin                  | Ercole e il grifone                   | 20 novembre 1998  |
| 45 | Hercules and the Muse of Dance            | Ercole e la musa della danza          | 21 novembre 1998  |
| 46 | Hercules and King For a Day               | Ercole e il re per un giorno          | 24 novembre 1998  |
| 47 | Hercules and the Pegasus Incident         | Ercole e la fuga di Pegaso            | 25 novembre 1998  |
| 48 | Hercules and the Kids                     | Ercole e i bambini                    | 28 novembre 1998  |
| 49 | Hercules and the Big Sink                 | Ercole e la scomparsa di Atlantide    | 11 dicembre 1998  |
| 50 | Hercules and the Big Lie                  | Ercole e la grande bugia              | 16 dicembre 1998  |
| 51 | Hercules and the Prom                     | Ercole e il ballo scolastico          | 21 dicembre 1998  |
| 52 | Hercules and the Spartan Experience       | Ercole e l'esperienza spartana        | 4 gennaio 1999    |
| 53 | Hercules and the Gorgon                   | Ercole e la Gorgone                   | 9 gennaio 1999    |
| 54 | Hercules and the Complex Electra          | Ercole e il complesso di Elettra      | 13 gennaio 1999   |
| 55 | Hercules and the Green-Eyed Monster       | Ercole e la gelosia di Icaro          | 16 gennaio 1999   |
| 56 | Hercules and the Long Nightmare           | Ercole e il lungo incubo              | 8 febbraio 1999   |
| 57 | Hercules and the Arabian Night            | Ercole e le mille e una notte         | 10 febbraio 1999  |
| 58 | Hercules and the Aetolian Amphora         | Ercole e l'acqua dell'oblio           | 12 febbraio 1999  |
| 59 | Hercules and the Romans                   | Ercole e i romani                     | 15 febbraio 1999  |
| 60 | Hercules and the Yearbook                 | Ercole e l'album scolastico           | 17 febbraio 1999  |
| 61 | Hercules and the Odyssey Experience       | Ercole e l'Odissea                    | 19 febbraio 1999  |
| 62 | Hercules and the Grim Avenger             | Ercole e il vendicatore spietato      | 22 febbraio 1999  |
| 63 | Hercules and the Spring of Canathus       | Ercole e la fonte di Canato           | 24 febbraio 1999  |
| 64 | Hercules and the Big Show                 | Ercole e il grande show               | 26 febbraio 1999  |
| 65 | Hercules and the Tiff on Olympus          | Ercole e il bisticcio sull'Olimpo     | 1º marzo 1999     |

## Edizioni home video
Il 17 agosto 1999 fu pubblicata in America del Nord la VHS Hercules: Zero to Hero che include un montaggio di quattro episodi della serie: "Ercole e l'album scolastico" (con alcuni dialoghi modificati) funge da collante narrativo, mentre i vari flashback presenti in esso sono sostituiti da "Ercole e il primo giorno di scuola", "Ercole e il vendicatore spietato" ed "Ercole e la visita di Zeus".
Il 20 ottobre 2005 fu pubblicato in Italia il DVD Eroi Disney, contenente due episodi di Hercules e due de La leggenda di Tarzan, oltre al gioco interattivo Diventa un eroe!. I due episodi di Hercules inclusi sono "Ercole e il principe di Tracia" ed "Ercole e il ritorno di Tifone".